# Raoul Bova
Raoul Bova (Roma, 14 agosto 1971) è un attore italiano.

## Biografia

### Giovinezza e famiglia
Nasce a Roma il 14 agosto 1971 da Giuseppe Bova, di Roccella Jonica e Rosa Acerra, di Acerra. Dopo essersi diplomato all'Istituto Magistrale Jean-Jacques Rousseau, si iscrive all'ISEF, ma abbandona gli studi prima della fine dei corsi. Nel frattempo comincia la sua carriera sportiva nella piscina dell'Aurelia Nuoto vincendo, a 15 anni, il campionato italiano giovanile nei 100 metri dorso. La carriera sportiva si rivela, però, avara di successi, spingendolo ad abbandonare l'agonismo salvo tornare ai campionati Italiani Master di Nuoto del 2010 dove ottiene il terzo tempo assoluto della categoria M35 nei 100 stile libero. A 21 anni presta servizio militare nel corpo dei Bersaglieri, dove ricopre l'incarico di istruttore di nuoto, presso la scuola sottufficiali dell'esercito.

### Gli esordi
Nel 1991 inizia la sua carriera televisiva come "aiutante" del programma televisivo Scommettiamo che...?, quindi esordisce sul grande schermo nel 1992 con una piccola parte, scelto da Fiorenzo Senese, nel film Mutande pazze di Roberto D'Agostino. Nello stesso anno lavora nella miniserie TV di Rai 1 Una storia italiana, diretta da Stefano Reali, biografia dei fratelli Giuseppe e Carmine Abbagnale, glorie del canottaggio italiano. Sempre nello stesso anno appare anche nel film Quando eravamo repressi, del regista Pino Quartullo.

### I primi ruoli importanti
Il primo ruolo da protagonista lo ottiene con il film del 1993 di Carlo Vanzina Piccolo grande amore (dove è doppiato, per l'unica volta in carriera, da Fabrizio Manfredi), in cui ha il ruolo di Marco, un maestro di surf che conquista la bella principessa straniera, interpretata da Barbara Snellenburg. Nello stesso anno affianca anche Margherita Buy e Massimo Ghini nel film Cominciò tutto per caso. Nel 1996 insieme a Giancarlo Giannini è protagonista del cult poliziesco diretto da Claudio Fragasso Palermo Milano solo andata, in cui ha ruolo del commissario "Nino Di Venanzio" e con il quale ottiene grande popolarità e successo a livello nazionale e internazionale, e nello stesso anno è nel film La lupa con Monica Guerritore, tratto dall'omonima novella di Giovanni Verga e diretto da Gabriele Lavia. Interpreta poi il ruolo del vice commissario Breda nella fiction La piovra 7 - Indagine sulla morte del commissario Cattani, e successivamente quella del capitano dei carabinieri Roberto Di Stefano, detto Ultimo nell'omonima miniserie televisiva del 1998 e nel sequel Ultimo - La sfida del 1999. Nello stesso anno ha recitato accanto a Madonna in uno spot pubblicitario della Max Factor, dopo essere stato espressamente richiesto come attore dalla stessa cantante italoamericana. Nel 2001 è protagonista dello sceneggiato Il Testimone, e partecipa al film di Pupi Avati I cavalieri che fecero l'impresa. Nel 2002 partecipa al film televisivo Francesca e Nunziata di Lina Wertmüller con Sophia Loren e Giancarlo Giannini.

### I ruoli negli USA e il filone poliziesco
Comincia anche a lavorare in alcune produzioni negli USA: nel 2002 in Avenging Angelo con Sylvester Stallone, nel 2003 in Sotto il sole della Toscana con Diane Lane e nel 2004 da co-protagonista in Alien vs. Predator. Nel 2003 è protagonista insieme con Giovanna Mezzogiorno del film La finestra di fronte diretto da Ferzan Özpetek. Nel 2004 è ancora protagonista della miniserie TV Ultimo - L'infiltrato, ancora sotto la regia di Michele Soavi. Nel 2006 esordisce nella serie TV USA A proposito di Brian (con Rosanna Arquette) e in Italia è protagonista nelle fiction Nassiriya - Per non dimenticare e Attacco allo Stato dirette da Soavi.
L'anno successivo recita con Michael Keaton nel telefilm USA The Company, nel ruolo di Roberto Escalona. Nel 2007 esce in Italia il film Io, l'altro, di cui è attore e produttore. Il film, per la regia di Mohsen Melliti, trionfa al Magna Grecia Film Festival di Soverato come miglior opera prima. Nell'autunno dello stesso anno lo ritroviamo al cinema nel sequel di Claudio Fragasso Milano Palermo - Il ritorno. Nel gennaio 2008 esce il film (campione d'incassi) Scusa ma ti chiamo amore, dove è protagonista per la regia di Federico Moccia. Nello stesso anno prende parte al film diretto da Giuseppe Tornatore, Baarìa, nelle sale nel settembre del 2009.

### L'impegno nel sociale e la beneficenza
Nel 2007 ha partecipato, insieme ad altri personaggi tra cui Roberto Benigni e Francesco Totti, al calendario dell'Associazione Italiana Persone Down (AIPD) posando in coppia con giovani persone down. Raoul Bova è stato più volte presente ai Derby del cuore giocati tra Roma e Lazio e alla Partita del cuore, in favore di diversi enti benefici e associazioni di volontariato. Insieme con il capitano Ultimo ha creato la Fondazione Capitano Ultimo Onlus in favore del Parco della Mistica, con lo scopo di contrastare l'attività della criminalità organizzata e la promozione della legalità. I proventi del docufilm Capitano Ultimo - Le ali del falco di Ambrogio Crespi, vengono devoluti a tale associazione.
Il 15 ottobre 2010 Raoul Bova è stato nominato Ambasciatore di buona volontà dell'Organizzazione delle Nazioni Unite per l'alimentazione e l'agricoltura (FAO). Dopo il terremoto di Amatrice del 2016, contribuisce attivamente alla raccolta fondi per il nuovo Centro Polifunzionale della cittadina - che prevede Sala teatro, auditorium e presidio socio-sanitario - organizzando anche una partita benefica della Nazionale Cantanti a Rieti. Ambasciatore della Croce Rossa Italiana, nell'aprile del 2020 mette a disposizione dei volontari la sua masseria di Montalbano (Fasano) nel pieno dell'emergenza COVID-19 - annunciando di avere in programma la realizzazione di una serie TV sull'impegno dell'organizzazione - e insieme alla compagna Rocío aiuta l'unità operativa della CRI a distribuire pasti caldi, coperte e intimo ai senzatetto di Roma.

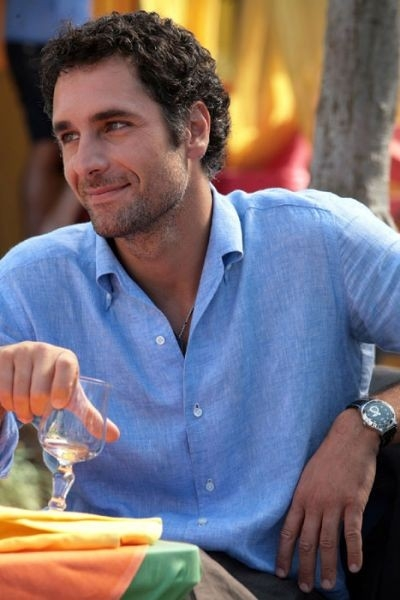
Raoul Bova nel 2008

Nel 2009 è protagonista nel film-documentario Sbirri, per la realizzazione del quale l'attore ha passato un mese con le forze dell'ordine ad assistere ad arresti e retate, in special modo per reati di droga a Milano. Il film vede l'esordio della moglie dell'attore come produttrice. Nel luglio del 2009 presenta al Giffoni Film Festival il corto da lui interpretato e prodotto 15 Seconds, in cui recitano tra gli altri Nino Frassica, Claudia Pandolfi e Ricky Memphis. La regia è affidata a Gianluca Petrazzi. Sempre nel 2009 interpreta il ruolo di Marco Tancredi, protagonista della miniserie di Canale 5, Intelligence - Servizi & segreti.

### Anni 2010
Nel febbraio 2010 torna nelle sale cinematografiche con il film Scusa ma ti voglio sposare, sequel del fortunato Scusa ma ti chiamo amore. Il film, scritto e diretto da Federico Moccia, è la trasposizione cinematografica del libro dello stesso Moccia. Sempre nel 2010 partecipa al film Ti presento un amico.
Raoul Bova ha interpretato una piccola parte nel film The Tourist di Florian Henckel von Donnersmarck, che vede protagonisti Angelina Jolie e Johnny Depp. Il film, le cui riprese si sono iniziate nel marzo 2010 in Europa tra Venezia e Parigi, è uscito al cinema il 17 dicembre. Nel 2011 è protagonista di Out of the Night, per la regia di Claudio Macor, e della mini-fiction Come un delfino, dove interpreta il ruolo di Alessandro Dominici, ispirandosi alla storia vera dell'ex nuotatore Domenico Fioravanti, che ha visto finire la sua carriera a causa di problemi cardiaci. Sempre nel 2011 è un neuropsichiatra infantile che deve ridare l'esame di maturità in Immaturi, di Paolo Genovese. Nello stesso anno, Bova recita nella commedia di Massimiliano Bruno Nessuno mi può giudicare nel ruolo di Giulio. Nel 2012 viene premiato dalla Sorridendo! Onlus con il premio "Eccellenza nel cinema e nello spettacolo".
Interpreta il figlio di un "onesto" politico in Viva l'Italia ed è di nuovo il neuropsichiatra Giorgio in Immaturi - Il viaggio. Nel 2013 interpreta la commedia cinematografica Buongiorno papà diretta da Edoardo Leo e in TV torna nei panni di Ultimo nel quarto episodio Ultimo - L'occhio del falco e in quelli di Alessandro Dominici nella fiction Come un delfino - la serie (in cui Raoul Bova esordisce come regista) entrambe trasmesse su Canale 5 mentre a dicembre esce nei cinema la commedia natalizia Indovina chi viene a Natale? interpretata da Bova assieme a Cristiana Capotondi, Diego Abatantuono, Angela Finocchiaro, Carlo Buccirosso, Claudia Gerini, Claudio Bisio, Gigi Proietti e Isa Barzizza e diretta da Fausto Brizzi. Nel 2014 Bova è di nuovo protagonista in televisione con il film TV Angeli - Una storia d'amore diretto da Stefano Reali e interpretato accanto a Vanessa Incontrada e trasmesso a novembre su Canale 5. Nel mese di novembre arriva nei cinema con la commedia Scusate se esisto!, accanto a Paola Cortellesi e Marco Bocci. All'inizio del 2015 è ancora al cinema con la commedia Sei mai stata sulla Luna?, diretta da Paolo Genovese e interpretata accanto a Liz Solari, Neri Marcorè e Sergio Rubini. Ad aprile è di nuovo al cinema, stavolta con un film drammatico: La scelta, diretto da Michele Placido, di cui è protagonista assieme ad Ambra Angiolini ed in seguito, nel mese di giugno, è di nuovo al cinema con una commedia, Torno indietro e cambio vita, diretta da Carlo Vanzina, ed interpretata accanto a Giulia Michelini, Ricky Memphis e Max Tortora.
Nella primavera 2016 è il protagonista e il produttore (con la RB Produzioni) della serie di Canale 5 Fuoco amico TF45 - Eroe per amore, in cui è affiancato da Megan Montaner, Romina Mondello e Andrea Sartoretti.
Nel 2018, dopo aver interpretato il ruolo di papa Sisto IV nella serie Rai I Medici, è protagonista anche della miniserie di Canale 5 Ultimo - Caccia ai Narcos.

### Anni 2020

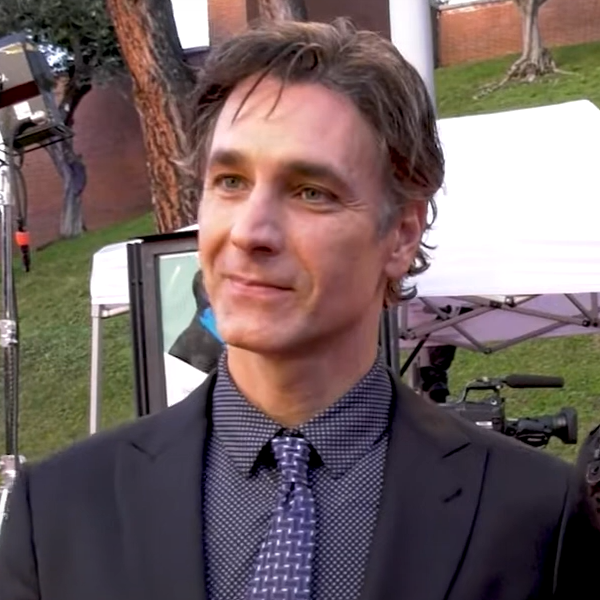
Raoul Bova nel 2020

Nell'aprile del 2020, dopo aver messo a disposizione della Croce Rossa la sua masseria pugliese nel pieno dell'emergenza COVID-19, annuncia di avere in programma la realizzazione di una serie TV sull'impegno dell'organizzazione: lui sarà protagonista e produttore con la Rb Production assieme a Connecting talents. Nel frattempo ha terminato le riprese delle nuove fiction Mediaset Giustizia per tutti, la quale è stata trasmessa nel maggio 2022, e Buongiorno, mamma!, per la quale ha dovuto perdere 20 chili e che è stata trasmessa tra aprile e maggio del 2021. Nell'ottobre del 2020 con la moglie è stato protagonista del cortometraggio di Gabriele Muccino Calabria terra mia, voluto dall'allora governatrice Jole Santelli per la promozione turistica della regione, e ha presentato il suo primo libro Le regole dell'acqua, in cui da ex promessa del nuoto rivela le scelte importanti che hanno segnato la sua vita. Il 3 giugno 2021 è andato in onda su Canale 5 Ultima gara, un docu-film biografico sul nuoto interpretato, diretto e prodotto dallo stesso Bova. Nel 2022 ha preso il posto di Terence Hill nella serie TV Don Matteo, interpretando il nuovo parroco, Don Massimo, che sostituisce Don Matteo. A inizio 2023 e a inizio 2024 sono andate in onda sempre su Canale 5 la seconda stagione di Buongiorno, mamma! e la nuova serie I fantastici 5. Nello stesso anno è comparso nel decimo episodio della quarta stagione di Emily in Paris. Inoltre tra la fine del 2024 e l’inizio del 2025 è a teatro con Il nuotatore di Auschwitz, spettacolo ispirato alla vera storia del nuotatore francese di origine ebraica Alfred Nakache.

## Vita privata
Tifoso della Lazio, nel 2000 ha sposato la veterinaria Chiara Giordano, figlia dell'avvocata matrimonialista Annamaria Bernardini de Pace. Dalla Giordano ha avuto due figli: Alessandro Leon (2000) e Francesco (2001). Nel 2013 la coppia si è separata, e, nello stesso anno, l'attore ha iniziato una relazione con l'attrice, showgirl e modella spagnola Rocío Muñoz Morales, conosciuta sul set del film Immaturi - Il viaggio . Il 2 dicembre 2015 a Roma è nata la loro figlia, Luna. Il 1º novembre 2018 nasce la loro seconda figlia, Alma. La coppia si separa nel 2025.
Raoul Bova è molto legato alla Sabina dove possiede una villa nei pressi di Rieti e un'abitazione di famiglia a Varco Sabino, dove il padre ha vissuto a lungo.
È volontario della Croce Rossa Italiana.

## Controversie e procedimenti giudiziari
Il 25 luglio 2017 viene condannato dal tribunale di Roma a un anno e 6 mesi di reclusione per reati fiscali. In seguito contatterà e pagherà 1 milione di euro il magistrato Luca Palamara per evitare indaghi sulla sentenza.
Il 18 gennaio 2022 è stato rinviato a giudizio dal Tribunale di Roma, per un'aggressione ad un automobilista che rischiava di investire l'allora compagna Rocío Morales a causa di una manovra azzardata. Le accuse sono di violenza privata, lesioni e minacce.
Nel dicembre 2022 è scattata la prescrizione per Raoul Bova dall'accusa di aver evaso 417 000 euro nel 2011. La sentenza è stata pronunciata dal giudice monocratico davanti al quale l'attore era imputato per il reato di «dichiarazione fraudolenta mediante artifici». Il difensore, Bruno Assumma, aveva chiesto l'assoluzione sostenendo che le pendenze con il fisco erano state regolarizzate.

## Filmografia

### Cinema
- Quando eravamo repressi, regia di Pino Quartullo (1992)
- Mutande pazze, regia di Roberto D'Agostino (1992)
- Il ventre di Maria, regia di Memè Perlini (1992)
- Cominciò tutto per caso, regia di Umberto Marino (1993)
- Piccolo grande amore, regia di Carlo Vanzina (1993)
- Palermo Milano - Solo andata, regia di Claudio Fragasso (1995)
- Ninfa plebea, regia di Lina Wertmüller (1996)
- La frontiera, regia di Franco Giraldi (1996)
- La lupa, regia di Gabriele Lavia (1996)
- Il sindaco, regia di Ugo Fabrizio Giordani (1997)
- Coppia omicida, regia di Claudio Fragasso (1998)
- Rewind, regia di Sergio Gobbi (1998)
- Terra bruciata, regia di Fabio Segatori (1999)
- I cavalieri che fecero l'impresa, regia di Pupi Avati (2001)
- Avenging Angelo, regia di Martyn Burke (2002)
- La finestra di fronte, regia di Ferzan Özpetek (2003)
- Sotto il sole della Toscana (Under the Tuscan Sun), regia di Audrey Wells (2003)
- Alien vs. Predator (AVP: Alien vs. Predator), regia di Paul W. S. Anderson (2004)
- Stasera lo faccio, regia di Alessio Gelsini Torresi (2005)
- La fiamma sul ghiaccio, regia di Umberto Marino (2006)
- Io, l'altro, regia di Mohsen Melliti (2007)
- Milano Palermo - Il ritorno, regia di Claudio Fragasso (2007)
- Scusa ma ti chiamo amore, regia di Federico Moccia (2008)
- Aspettando il sole, regia di Ago Panini (2008)
- Ti stramo - Ho voglia di un'ultima notte da manuale prima di tre baci sopra il cielo, regia di Pino Insegno e Gianluca Sodaro (2008)
- Sbirri, regia di Roberto Burchielli (2009)
- Baarìa, regia di Giuseppe Tornatore (2009)
- La bella società, regia di Gian Paolo Cugno (2010)
- Scusa ma ti voglio sposare, regia di Federico Moccia (2010)
- La nostra vita, regia di Daniele Luchetti (2010)
- Ti presento un amico, regia di Carlo Vanzina (2010)
- The Tourist, regia di Florian Henckel von Donnersmarck (2010)
- Immaturi, regia di Paolo Genovese (2011)
- Nessuno mi può giudicare, regia di Massimiliano Bruno (2011)
- Immaturi - Il viaggio, regia di Paolo Genovese (2012)
- Viva l'Italia, regia di Massimiliano Bruno (2012)
- Buongiorno papà, regia di Edoardo Leo (2013)
- Indovina chi viene a Natale?, regia di Fausto Brizzi (2013)
- Fratelli unici, regia di Alessio Maria Federici (2014)
- Scusate se esisto!, regia di Riccardo Milani (2014)
- Sei mai stata sulla Luna?, regia di Paolo Genovese (2015)
- La scelta, regia di Michele Placido (2015)
- Torno indietro e cambio vita, regia di Carlo Vanzina (2015)
- Tutte le strade portano a Roma (All Roads Lead to Rome), regia di Ella Lemhagen (2016)
- The Christmas Show, regia di Alberto Ferrari (2022)
- Pensati sexy, regia di Michela Andreozzi (2024)
- Io sono un po’ matto e tu?, regia di Dario D’Ambrosi (2024)

### Televisione
- Una storia italiana, regia di Stefano Reali – miniserie TV (1992)
- La piovra 7 - Indagine sulla morte del commissario Cattani, regia di Luigi Perelli – miniserie TV (1995)
- Il quarto re, regia di Stefano Reali – film TV (1997)
- La piovra 8 - Lo scandalo, regia di Giacomo Battiato – miniserie TV (1997)
- La piovra 9 - Il patto, regia di Giacomo Battiato – miniserie TV (1998)
- Ultimo, regia di Stefano Reali – miniserie TV (1998)
- Ultimo 2 - La sfida, regia di Michele Soavi – miniserie TV (1999)
- Distretto di Polizia – serie TV, episodio 1x01 (2000)
- Il testimone, regia di Michele Soavi – miniserie TV (2001)
- Francesca e Nunziata, regia di Lina Wertmüller – film TV (2001)
- I gioielli di Madame De, regia di Jean-Daniel Verhaeghe – film TV (2001)
- Francesco, regia di Michele Soavi – miniserie TV (2002)
- Ultimo 3 - L'infiltrato, regia di Michele Soavi – miniserie TV (2004)
- Attacco allo Stato, regia di Michele Soavi – miniserie TV (2005)
- Karol - Un uomo diventato papa, regia di Giacomo Battiato – miniserie TV (2005)
- A proposito di Brian (What about Brian), regia di Arlene Sanford – serie TV (2006)
- Nassiriya - Per non dimenticare, regia di Michele Soavi – miniserie TV (2006)
- The Company, regia di Mikael Salomon – miniserie TV (2007)
- I Cesaroni, regia di Francesco Vicario – serie TV, episodio 2x10 (2008) - cameo
- 15 Seconds, regia di Gianluca Petrazzi – cortometraggio (2008)
- Intelligence - Servizi & segreti – serie TV (2009)
- Come un delfino – serie TV (2011-2013)
- I guardiani del tesoro (Treasure Guards), regia di Iain McDonald – film TV (2011)
- Ultimo 4 - L'occhio del falco, regia di Michele Soavi – miniserie TV (2013)
- Angeli - Una storia d'amore, regia di Stefano Reali – film TV (2014)
- Fuoco amico TF45 - Eroe per amore – serie TV, 8 episodi (2016)
- I Medici - Lorenzo il Magnifico (Medici: The Magnificent) – serie TV (2018)
- Ultimo - Caccia ai Narcos, regia di Alexis Sweet – miniserie TV (2018)
- La Regina del Sud (La reina del sur) – serial TV, 60 puntate (2019)
- Made in Italy – serie TV, episodi 1x02-1x05-1x08 (2019)
- Buongiorno, mamma! – serie TV, 24 episodi (2021-2023)
- Ultima gara, regia di Raoul Bova e Marco Renda – docufilm (2020)
- Don Matteo – serie TV, 16 episodi (2022-in corso)
- Giustizia per tutti, regia di Maurizio Zaccaro – miniserie TV (2022)
- I fantastici 5 – serie TV, 8 episodi (2024)
- Emily in Paris – serie TV, episodio 4x10 (2024)

### Videoclip
- Io che amo solo te di Fiorella Mannoia (2007)
- Scusa ma ti chiamo amore degli Sugarfree (2008)
- One Day (tutto prende un senso) di Biagio Antonacci (2016)

### Regista
- Amore nero – cortometraggio (2011)
- Come un delfino – serie TV (2013)
- Ultima gara – docufilm (2020)

### Produttore
- Fuoco amico TF45 - Eroe per amore, regia di Beniamino Catena – serie TV (2016)
- Sette passi, regia di Matteo Cantamessa Graia – cortometraggio (2017)
- Ultima gara, regia di Raoul Bova e Marco Renda – docufilm (2020)
- Come se fosse Parigi, regia di Antonio Grosso – cortometraggio (2020)

## Teatrografia parziale
- Il nuotatore di Auschwitz, regia di Luca De Bei (2024-2025)

## Doppiaggio
- Ercole in Hercules
- Bolt in Bolt - Un eroe a quattro zampe
- Zio Fester ne La famiglia Addams
- Cip in Cip & Ciop agenti speciali
- Mafioso ne I Griffin (voce originale inglese)

## Riconoscimenti
- David di Donatello
  - 1996 – Candidatura al miglior attore non protagonista per Palermo Milano solo andata
  - 2011 – Candidatura al miglior attore non protagonista per La nostra vita
- Nastro d'argento
  - 2009 – Nastro d'argento speciale per Sbirri
  - 2011 – Candidatura al miglior attore per Nessuno mi può giudicare
  - 2013 – Candidatura al miglior attore protagonista, per Buongiorno papà
- Globo d'oro
  - 2006 – Globo d'oro europeo
  - 2007 – Miglior attore per Io, l'altro
  - 2011 – Candidatura al miglior attore per Nessuno mi può giudicare
- Telegatto
  - 2008 – Miglior attore

## Doppiatori
- Fabrizio Manfredi in Piccolo grande amore